# Petra Vyštejnová
Petra Vyštejnová (* 12. November 1990 in Prag) ist eine tschechische Fußballspielerin und ehemalige A-Nationalspielerin.

## Karriere

### Vereine
Im Alter von 13 Jahren begann Vyštejnová in der Jugendmannschaft von Sparta Prag mit dem Fußballspielen und rückte zur Saison 2008/09 in die erste Mannschaft auf, für die sie nach wie vor aktiv ist. Durchgängig in der I. liga žen, der höchsten Spielklasse im tschechischen Frauenfußball mit ihrer Mannschaft vertreten, gewann sie bisher elf Meister- und sechs Pokaltitel.  
Aufgrund der zahlreich errungenen Meisterschaften nahm sie mit ihrer Mannschaft auch ab der Saison 2009/10 zehn Mal am Wettbewerb der Champions League teil und bestritt insgesamt 30 Spiele.
Ihr internationales Vereinsdebüt gab sie am 30. September 2009 im Erstrundenhinspiel bei der 0:1-Niederlage gegen den Alma Kasachstan Temir Zholy Fýtbol Klýby in Kökschetau. Mit dem 2:0-Sieg im Rückspiel erreichte sie mit ihrer Mannschaft das Achtelfinale, in der sie mit ihr gegen den FC Arsenal (0:3, 0:2) aus dem Wettbewerb ausschied. In dieser Runde ereilte sie und ihrer Mannschaft 2010/11, 2012/13 und 2017/18 ebenfalls das Aus.

### Nationalmannschaft
Ihr Debüt als Nationalspielerin für den FAČR gab sie am 2. März 2007 in der U19-Nationalmannschaft beim 7:0-Sieg im Freundschaftsspiel gegen die U19-Nationalmannschaft Sloweniens in Mikulov, das 45 Minuten in der ersten Spielzeit währte. Ein erneutes Kräftemessen mit dieser Mannschaft ergab sich zwei Tage später in Břeclav und endete 4:0; sie bestritt diesmal 45 Minuten in der zweiten Spielzeit. Anschließend kam sie am 10. April 2007 im Spiel der 2. Qualifikationsrunde in der Gruppe A beim 1:1-Unentschieden gegen die U19-Nationalmannschaft der Ukraine für die angestrebte Teilnahme an der vom 18. bis zum 29. Juli 2007 in Island vorgesehene Europameisterschaft 2007 zum Einsatz. Des Weiteren bestritt sie mit ihrer Mannschaft jeweils drei Spiele der 1. und 2. EM-Qualifikationsrunde (27. September 2007 – 29. April 2008) sowie nochmals drei Spiele der 1. Qualifikationsrunde (25. – 30. September 2008). Zwei weitere Spiele wurden am 21. und 23. März 2008 in Freundschaft gegen die Schweizer U19-Nationalmannschaft ausgetragen, in denen sie beim 3:1-Sieg und bei der 0:1-Niederlage jeweils in Nymburk mitwirkte.
Für die A-Nationalmannschaft wurde sie 82 Mal in Länderspielen berücksichtigt. Sie bestritt 26 WM- und 19 EM-Qualifikationsspiele, 17 Freundschaftsspiele und 20 Turnierspiele – und blieb ob der großen Anzahl trotz alledem ohne Torerfolg. Ihr Debüt gab sie am 23. September 2008 in Llanelli bei der 1:2-Niederlage gegen die Nationalmannschaft Wales’  mit dem ersten Spiel der WM-Qualifikationsgruppe 8. Die meisten Länderspiele bestritt sie in den Spieljahren 2017 und 2019 mit jeweils neun, darunter vier bei der Teilnahme ihrer Mannschaft am Turnier um den Zypern-Cup 2017, an dem sie zuvor auch 2015 (vier Spiele) und 2016 (drei Spiele) und danach 2018 (vier Spiele) und 2019 (ein Spiel) eingesetzt worden war. In zwei weiteren Turnieren war sie im Jahr 2013 ebenfalls aktiv; im Turnier um den Slavic Cup 2013 auf der kroatischen Halbinsel Istrien bestritt sie beide Spiele der Gruppe B und abschließend das Finale am 11. März in Rovinj, dass jedoch gegen die Nationalmannschaft Russlands mit 2:4 verloren wurde – wenn auch erst im Elfmeterschießen. Im Turnier um den Balaton-Cup wurde sie einzig am 22. August beim 3:1-Sieg über die Nationalmannschaft Ungarns in Balatonfüred eingesetzt und belegte unter vier teilnehmenden Mannschaften den dritten Platz. Ihren letzten Einsatz als Nationalspielerin hatte sie am 11. Juni 2021 in Cartagena im torlosen Freundschaftsspiel gegen die Nationalmannschaft Kanadas.

## Erfolge
Nationalmannschaft
- Slavic-Cup Finalist 2013

Sparta Prag
- Tschechischer Meister 2009, 2010, 2011, 2012, 2013, 2018, 2019, 2021, 2022, 2023, 2024
- Tschechischer Pokal-Sieger 2011, 2012, 2013, 2016, 2017, 2018